# Anthony Jeanjean
Anthony Jeanjean (Béziers, 13 de mayo de 1998) es un deportista francés que compite en ciclismo en la modalidad de BMX estilo libre.
Participó en dos Juegos Olímpicos de Verano, obteniendo una medalla de bronce en París 2024, en la prueba de parque, y el séptimo lugar en Tokio 2020, en la misma prueba.
Ganó una medalla de bronce en el Campeonato Mundial de Ciclismo Urbano de 2022 y tres medallas en el Campeonato Europeo de Ciclismo BMX Estilo Libre, entre los años 2019 y 2024. En los Juegos Europeos de Cracovia 2023 consiguió una medalla de plata en la prueba de parque.
Adicionalmente, consiguió una medalla de bronce en los X Games Osaka 2025.

## Palmarés internacional
| Juegos Olímpicos   | Juegos Olímpicos      | Juegos Olímpicos  | Juegos Olímpicos |
| Año                | Lugar                 | Medalla           | Competición      |
| ------------------ | --------------------- | ----------------- | ---------------- |
| 2024               | París (Francia)       | Medalla de bronce | Parque           |
| Campeonato Mundial |                       |                   |                  |
| Año                | Lugar                 | Medalla           | Competición      |
| 2022               | Abu Dabi (EAU)        | Medalla de bronce | Parque           |
| Juegos Europeos    |                       |                   |                  |
| Año                | Lugar                 | Medalla           | Competición      |
| 2023               | Krzeszowice (Polonia) | Medalla de plata  | Parque           |
| Campeonato Europeo |                       |                   |                  |
| Año                | Lugar                 | Medalla           | Competición      |
| 2019               | Cadenazzo (Suiza)     | Medalla de oro    | Parque           |
| 2022               | Múnich (Alemania)     | Medalla de oro    | Parque           |
| 2024               | Cadenazzo (Suiza)     | Medalla de plata  | Parque           |

| X Games de Verano | X Games de Verano | X Games de Verano | X Games de Verano |
| Año               | Lugar             | Medalla           | Prueba            |
| ----------------- | ----------------- | ----------------- | ----------------- |
| 2025              | Osaka (Japón)     | Medalla de bronce | Parque            |